# Komenda řádu německých rytířů (Drobovice)
Komenda řádu německých rytířů v Drobovicích s kostelem Panny Marie je zaniklá komenda v obci Drobovice na Čáslavsku.

## Historie
Drobovická komenda vznikla v roce 1242 za patronace Jana z Polné. Největšího rozkvětu se dočkala ve 13. století, ale v roce 1405 zde už nebyl samostatný komtur. Další úpadek následoval za panování Václava IV. který komendě odebral pozemkový majetek. Po husitských válkách byla komenda zastavena Jiříkovi z Dubé a Vízmburka, který její objekty využíval jako tvrz, sídlil však na Žlebech. V roce 1510 už byla komenda pustá. Poslední zmínka o komendě jako existující je z roku 1458. Od té doby byly na klášteřišti stavěny domy, objekty komendy postupně zanikaly (v 18. století zanikly úplně) a postupně zanikalo i povědomí o tom, že komenda stála v jižní části vesnice. 
Na konci 19. století zde byl prováděn archeologický výzkum spolkem Včela čáslavská a archeologické nálezy z něj jsou uloženy v čáslavském muzeu – mimo jiné i kované dveřní křídlo, zazděné dnes ve vstupní síni Městského muzea v Čáslavi.

## Stavební podoba
Pozůstatky komendy nejsou ve vsi nijak patrné. Podle historických popisů komendu ve čtrnáctém století tvořily dva kostely, palác, konírny pro tři sta koní a špitál. Vše chránila silná hradba s věžemi, branou a fortnou.